# Emilíana Torrini
Emilíana Torrini Davíðsdóttir (născută pe 16 mai 1977 în Kópavogur) este o cântăreață, compozitoare și muziciană din Islanda.

## Biografie

### Copilăria și începuturile în muzică (1977 — 1994)
Emilíana Torrini s-a născut pe 16 mai 1977 în Kópavogur, Islanda și este singurul copil al cuplului format din Salvatore, un emigrant de origine italiană, și Anna Stella Torrini (născută Snorradóttir). Emilíana a copilărit alături de bunica sa în extremitatea estică a Islandei, iar vacanțele le-a petrecut în Germania, împreună cu unchiul său italian. Provenind dintr-o familie cu puternice înclinații muzicale, viitoarea artistă și-a manifestat interesul față de muzică de la o vârstă fragedă. La șapte ani interpreta devenea soprana unui cor local, iar în adolescență ea a urmat cursurile unei școli clasice de operă. Într-un interviu Torrini a afirmat că gusturile sale muzicale s-au format relativ târziu:
„Mi-am diversificat gusturile muzicale destul de târziu din cauza faptului că, în afară de o colecție de muzică clasică, o compilație de cântece de dragoste a mamei și niște cântece ale lui Leonard Cohen, pe care îl ador, nu am avut ce discuri să ascult. Ulterior am avut acces la MTV. Eu și familia mea eram primele persoane din oraș care puteam urmări (acest canal) iar eu stăteam trează toată noaptea pentru a înregistra diferite emisiuni de muzică alternativă; în ziua următoare duceam casetele audio la școală și mă mândream cu descoperirile mele muzicale.”
În adolescență, pentru a-și putea plăti cursurile de canto, interpreta a lucrat la restaurantul tatălui său, fiind chelneriță. La vârsta de cincisprezece ani interpreta a început să cânte alături de formația Tjalz Gissur. Pe parcursul anului 1994 Emilíana Torrini a participat la un concurs național de tinere talente numit „Söngkeppni framhaldsskólanna”, pe care l-a câștigat interpretând șlagărul „I Will Survive” de Gloria Gaynor. În aceeași perioadă ea a colaborat cu grupul local Spoon, alături de care a cântat prin baruri, restaurante și a avut câteva apariții televizate. De asemenea, interpreta a participat la înregistrările primului album de studio al grupului, intitulat Spoon, vocea sa putând fi auzită pe șase dintre piesele incluse pe disc. Materialul nu a fost lansat decât în Islanda, unde s-a bucurat de succes. Două dintre piesele de pe acest material au fost lansate pe disc single, „Tomorrow” și „Taboo”, și au ocupat primul loc în clasamentele de specialitate din Islanda. Concomitent artista înregistrează un cântec alături de formația Fjallkonan, numit „Bömpaðu baby, bömpaðu”, pentru care este filmat și un videoclip.

### Debutul discografic. Succesul în Islanda (1995 — 1998)
În anul 1995, dorindu-și să-i facă un cadou tatălui său cu ocazia împlinirii vârstei de cincizeci de ani, Emilíana înregistrează o serie de preluări după câteva dintre cele mai cunoscute piese R&B-soul americane. Compozițiile aveau să fie incluse pe albumul de debut al artistei, numit Crouçie d'où là. Materialul s-a bucurat de un neașteptat succes: a fost comercializat în 15.000 de exemplare în Islanda (singurul teritoriu în care a fost lansat) și a petrecut multe săptămâni consecutive în clasamentele de specialitate. Piesele „Crazy Love” și „I”, ambele incluse pe Crouçie d'où là, au ocupat simultan primul, respectiv al doilea loc în topurile muzicale islandeze. Într-un interviu acordat unei publicații franceze în 2008, artista se declara nemulțumită de acest album și glumea pe seama retragerii sale de pe piață.
Emilíana Torrini reintră în studiourile de înregistrări pe parcursul anului 1996 pentru a crea un nou album de preluări. Purtând numele Merman, discul conține interpretări proprii ale unor compoziții semnate în original de interpreți de muzică soul-blues precum Stevie Wonder, Lou Reed, Joni Mitchell sau Tom Waits. De asemenea, acesta a fost primul disc al artistei care conținea compoziții proprii; materialul a fost lansat doar în Islanda, unde a obținut succes comercial. Mulțumită succesului înregistrat de discurile sale, Torrini apare pe numeroase albume și compilații islandeze în perioada 1996-1998 precum ávextir, Veðmálið sau Megasarlög. De asemenea, vocea sa le atrage atenția conaționalilor săi din formația GusGus, care o invită să cânte pe două dintre compozițiile incluse pe albumul Polydistortion: „Why” și „Is Jesus Your Pal?”. Această colaborare a introdus-o pe artistă pe piața muzicală dance-pop.
Deși lansase trei discuri de succes în Islanda, în 1998 artista încă ținea recitaluri în baruri, restaurante și hoteluri din țara sa natală. Astfel ea a fost descoperită de Derek Birkett, șeful casei de discuri britanice One Little Indian, care a auzit-o pe interpretă cântând în timp ce cina. Fiind impresionat de abilitățile sale vocale și având experiența colaborării cu Björk, el a invitat-o pe Torrini la Londra și i-a oferit un contract de management.

### Era «Love in the Time of Science», izolarea și colaborările de succes (1999 — 2004)
La vârsta de douăzeci și unul de ani, ajunsă în Londra, Emilíana a început să scrie versuri și să compună melodii pentru albumul său de debut destinat piețelor internaționale. Interpreta a creat cele doisprezece cântece incluse pe disc cu ajutorul unor producători britanici cu renume precum Roland Orzabal, Alan Griffiths sau Eg White. Purtând numele Love in the Time of Science, materialul a fost lansat în Regatul Unit la data de 22 octombrie 1999 prin intermediul casei de discuri One Little Indian. Albumul conținea sonorități trip hop și muzică electronică, fapt ce i-a determinat pe critici să o compare cu mult mai cunoscuta Bjork. Totuși, unii critici erau de părere că „deși există niște elemente comune, muzica lui Torrini este mult mai accesibilă și plăcută pentru ascultător, atât melodic, cât și liric”. Albumul a primit recenzii favorabile din partea criticilor de specialitate, care îi apreciau atât calitățile vocale deosebite, cât și muzica „puternică, dar subtilă și complexă în același timp”. Majoritatea recenzorilor erau de părere că debutul lui Torrini este unul reușit și îi sfătuiau pe melomani să o urmărească cu atenție pe viitor pentru că ar putea avea o carieră interesantă. Promovarea albumului s-a făcut prin lansarea a cinci discuri single, fiecare dintre acestea beneficiind de videoclipuri aferente. Cel mai de succes cântec dintre cele promovate a fost „To Be Free”, care a obținut locul patruzeci și patru în clasamentul UK Singles Chart.

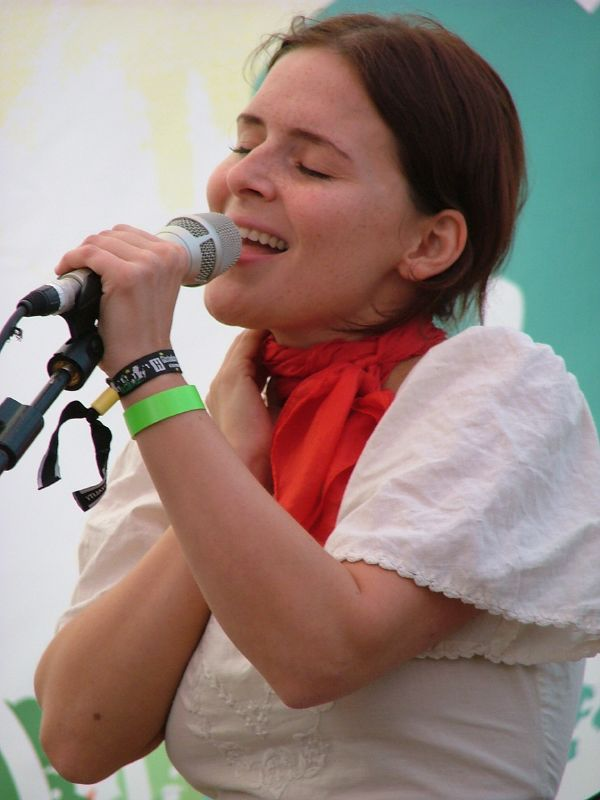
Emilíana Torrini pe scena festivalului Glastonbury (iunie 2005).

În anul 2000, la scurt timp după lansarea albumului Love in the Time of Science, iubitul Emilíanei moare într-un accident rutier, iar această pierdere avea s-o afecteze puternic. Ulterior între Torrini și casa de discuri One Little Indian a apărut un conflict pornit de dorința interpretei de a schimba anumite aspecte ale vieții sale, care devenise haotică din cauza numărului crescut de apariții publice, videoclipuri filmate și recitaluri susținute într-un scurt timp. Artista își reamintește: „Eram într-un loc în care nu voiam să fiu. A fost o perioadă în care îmi doream să-mi schimb complet viața. Nu eram foarte încântată de noua lume din care făceam parte, voiam să am alte priorități”. De asemenea, Emilíana a pus la îndoială direcția stilistică urmată pe albumul Love in the Time of Science: „Îmi doream să călătoresc, să învăț tehnicile interpretative din India, din Bulgaria ... în schimb am ajuns în Anglia și am înregistrat un album pop”. Aceste probleme aveau s-o determine să ceară desfacerea contractului avut cu One Little Indian Records. Odată cu anularea actului Torrini s-a mutat în orașul coastal Brighton și a renunțat să mai aibă activități muzicale timp de doi ani.
Reîntoarcerea Emilíanei la muzică avea să se facă treptat, începând cu anul 2002, când artista acceptă invitația grupului american de muzică electronică Thievery Corporation de a înregistra împreună două piese pentru noul disc al formației, numit The Richest Man in Babylon; de asemenea, ea a și compus alte trei melodii de pe acest disc. În aceeași perioadă vocea lui Torrini apare și pe unul dintre mixajele DJ-ului Paul Oakenfold, „Hold Your Hand”. Una dintre cele mai sonore colaborări din cariera artisei avea să îi fie propusă în 2002 de către regizorul Peter Jackson, care orchestra filmarea peliculei Stăpânul Inelelor: Cele două turnuri. Acesta, cunoscând-o pe Torrini mulțumită albumului Love in the Time of Science, i-a oferit șansa de a înregistra o piesă pentru coloana sonoră a filmului. Cântecul, numit „Gollum's Song”, fusese scris pentru Björk, care însă a rămas însărcinată în acel an și a refuzat proiectul în ultimul moment.

## Discografie
| Albume de studio - Crouçie d'où là (1995) - Merman (1996) - Love in the Time of Science (1999) - Fisherman's Woman (2005) - Me and Armini (2008) - Tookah (2013) | Alte discuri - Spoon (1994) - Sevens - E:rmx (2000) - Rarities (2000, relansat în 2010) |

Notă: discurile Spoon, Crouçie d'où là și Merman au fost lansate numai în Islanda.